# Abbaye Sainte-Marguerite de Bouilland
L'abbaye Sainte-Marguerite de Bouilland est une ancienne abbaye de l'ordre hospitalier de Saint-Antoine du XIe siècle, de Bouilland en Côte-d'Or en Bourgogne-Franche-Comté. Elle est dédiée à Sainte-Marguerite, et l'ensemble des ruines est inscrit aux monuments historiques depuis le 23 novembre 1970.

## Historique
L’abbaye Sainte-Marguerite est fondée vers 1100 dans le haut vallon du village de Bouilland, de la seigneurie de Vergy, à quinze kilomètres au nord-ouest de Beaune, par les puissants seigneurs de Vergy, pour une soixantaine de chanoines de l'ordre hospitalier de Saint-Antoine qui luttent en particulier contre les graves ravages des épidémies de peste et de feu sacré, mal des ardents ou feu de Saint-Antoine. Ils font élever une abbatiale, réplique réduite de la collégiale Notre-Dame de Beaune, et choisissent Sainte-Marguerite comme saint patron en rapport aux reliques de cette sainte que leurs bienfaiteurs, les puissants seigneurs de la famille de Vergy, ont rapportées des croisades.
En 1358, l'évêque d'Autun Guillaume II de Thurey fait don à l'abbaye Sainte-Marguerite de la Léproserie de Meursault, à 25 km au sud, à charge pour elle de l'entretenir et de pourvoir aux soins des patients.
L’abbaye est prestigieuse et florissante et bénéficie de nombreuses et riches donations / légations jusqu’à la fin du XVIe siècle. Elle ne compte plus qu'un prêtre et quelque moines réguliers à la Révolution française, où elle est abolie et vendue comme bien national, puis abandonnée à la ruine par ses propriétaires successifs.

## Valorisation du patrimoine
Depuis 1970, l'Association des amis de Sainte Marguerite poursuit un ambitieux, long et coûteux projet de restauration architecturale historique de ce bâtiment, ouvert à la visite, avec l'aide financière de ses propriétaires : le comte de Saint-Seine, puis Philippe Roelandt depuis 2000.
En 1976, le site est couronné du premier prix du concours de l’émission de télévision de la RTF Télévision Chefs-d'œuvre en péril.

## Abbés
- 1630-1636 : Melchior de Saulx de Tavannes (après 1587-1636), vicomte de Tavannes[2], fut également abbé de l'abbaye Sainte-Marguerite de Bouilland, à 15 km de Beaune[3] de l'ordre hospitalier de Saint-Antoine en Côte-d'Or en Bourgogne. Il testa le 26 août 1636[4].